# Malinauskas
Malinauskas ist ein litauischer männlicher Familienname. 

## Herkunft
Der Familienname ist slawischer Herkunft. Er ist abgeleitet vom russischen Wort Malina (Himbeere).

## Weibliche Formen
- Malinauskaitė (ledig)
- Malinauskienė (verheiratet)

## Namensträger
- Mindaugas Malinauskas (* 1983), Fußballspieler
- Peter Malinauskas (* 1980), australischer Gewerkschaftsfunktionär und Politiker (Labor Party), Premierminister von South Australia
- Ričardas Malinauskas (* 1965), Politiker, Bürgermeister von Druskininkai
- Viliumas Malinauskas (* 1942), Unternehmer und Museumsgründer